# Hetényi azsúr
A hetényi varrottasról mindenki elismerően nyilatkozik. Nemcsak Hetényen (Chotín, Szlovákia) ismert az azsúrozás és a toledó, de eljutott határainkon túlra is, az idősek elmondásai alapján Ausztrália és Amerika is megismerhette az ügyes kezű hetényi asszonyok munkáit. De hová is nyúlnak a kézimunkázás gyökerei? Honnan a hetényiek odaadása, kézügyessége?

### A hetényi varrottas története
A Komárom Vármegye és szabad királyi város c. monográfiában így írnak Hetényről: ”Komárom vármegye házi iparának legjelentékenyebb ága a hetényi Subrikálás. Hetény községében kb. 25 évvel ezelőtt új és szépen jövedelmező kézimunkaipar keletkezett, amely még most is fejlődőben van, s helyesen irányítva és terjesztve szép jövőt ígér!” 
E szép jövő reményében Baranyai Géza Komárom megyei nagybirtokos nejével együtt tanfolyamokat szervezett az asszonyok számára, hogy könnyebben jussanak egy kis keresethez.   Az asszonyok – főleg a téli hónapokban – együtt kézimunkáztak, jó időben a paplak udvarán.
Télen valamelyik családnál összejöttek a rokonok, ismerősök, barátok. Hímezni járt a nénje, a gyángyika, sőt még a férfiak is.  Általában a testi fogyatékkal élő férfiak tanulták meg a varrottas készítését.
Egy ilyen tanfolyamot vezetett Szalay Zsigmondné Dékány Lídia az 1900-as évek elején, aki a munkáival az 1927-ben rendezett komáromi kiállításon elismerő oklevelet nyert. (kép elismerő oklevél)

### A kézimunkázás kellékei
A tanfolyamra mindenki hozta magával a kézimunkázás kellékeit: a dobot, dobszíjat, tűt, ollót, dobruhát és a cérnát. A dob a szitásnál vásárolt kör alakú kb. 10 cm magas hajlított falemez volt, melyre a dobszíjjal kifeszítették a kézimunkát. Ha a kézimunka kicsi volt hozzáöltötték a dobruhákat, melyek frissen mosott és vasalt használt lepedő darabjai voltak.

### Hírnév
Az 1870-es években a kézimunkázás virágzó házi ipar volt Hetényen, ezt bizonyítja a Milléniumi Kiállítás bíráló bizottsága által a Hetényieknek adományozott 7 cm átmérőjű bronz emlékplakett, melyet Beck Ödön Fülöp készített. (kép emlékplakett) 
Az ügyesebb, leleményesebb asszonyok járták a vásárokat, Pestre is eljutottak, s itt is kínálták portékájukat. Magukkal vitték mintacsíkjukat, s a megrendelők ez alapján választhattak, hogy milyen mintázatú kézimunkát szeretnének .Fedák Sári híres magyar színésznő is hetényi terítőkkel díszítette lakását, melyet Farkas Andrásné Tisóczky Mária  hordott fel Pestre . Pozsonyba Dékány Balázsné, született Szabó Klára hordta föl a kézimunkáit eladásra. Az ezredéves kiállítást tekintették az 1900-ban megrendezett Párizsi világkiállítás főpróbájának, ami nemcsak Szelle Margitnak, de Heténynek is szép sikert és hírnevet hozott. Szelle Margitot csipkeverés hímzésért elismerő oklevéllel jutalmazták. Erről a jeles eseményről a Komáromi Lapok hasábjain ismét olvashatunk: „Mint a hivatalos francia lap hiteles magyar fordítása nyomán közöljük, vármegyénk kiállítói közül a következők nyertek kitüntetéseket. Ácsi cukorgyár gazdasága mezőgazdasági terményekért ezüst érmet, Hasznos madarak termékeiért Baranyai Géza a méhészeti szakosztály elnöke ezüst érmet, Lakatos Károly bronzérmet.
A korabeli sajtó is nagyon sokat foglalkozott a hetényi varrottassal. 1906. októberi számaiban egy karácsonyi vásár előkészületeiről írnak, melyet az 1891. évi ipari kiállítás mintájára, vagy ahhoz hasonlóan szeretnék megvalósítani: „Köztudomású dolog, hogy Komárom megyében a háziiparnak többféle ágát művelik. Elsősorban áll Hetény gyönyörű subrikája…”  áll a cikkben. A kiállításon ismét nagy feltűnést keltett a kézimunka, melyet „…két ügyes, szemrevaló hetényi menyecske mutatott be és szép viseletük feltűnést keltett, olyannyira, hogy megrendelésekkel jöttek haza”   A cikk tovább írja: „A hetényi háziiparral foglalkozóknak mára elég nagy piacuk van az országban, sőt azon kívül is.

### A kézimunkákról
Két öreg hetényi zsidó kereskedő – Weis és Singer urak, felvásárolták a hetényi asszonyok kézimunkáit. Voltak, akik Komáromba hordták  be munkáikat özvegy Kleinné asszonysághoz.

### Azsúr
Az azsúrt az teszi különlegessé, hogy nem kell a mintát rányomtatni az anyagra, hanem úgy kell kiszámolni. 
Kezdetben fehér gyolcsra varrtak fehér cérnával. Később divatba jött a rózsaszín, világosbarna és a sárga panamákra való varrás is. Díszítő jellege abban áll, hogy az egyirányú szálak kihúzásával felfedjük a keresztirányú szálakat, amiket hurkolással különböző módon „kötegelünk”. A szálak csoportosításából alakul ki a minta. Azsúrozásnál alapszabály, hogy az anyag visszáján dolgozunk, balról jobbra haladunk,  az alapkelmébe alul mindig ugyanazon szál alá öltünk, hogy egyenletes azsúrt kapjunk,  és csomót sose kötünk a fonalra: kezdésnél jobbról balra bevezetjük a szál végét az azsúr szélébe, így  a leöltésekkel ezt egyúttal el is dolgozzuk.  A komáromi lapok, 1895-s évi számában Szelle Margit úrhölgy, hetényi postamesternőt méltatják: „Szép példa Szelle Margit úrhölgy, hetényi postamesternő, kiállítási helyi bizottságunk megkeresése folytán, arra tökélé el magát, hogy a hetényi  szegény sorsú nők háziipari készítményeit egybegyűjti és mutatja be a jövő évi Ezredéves országos Kiállításon.   
Heténynek akkora piaca van, hogy a folyton fokozódó megrendeléseknek máris alig képes eleget tenni.”  Ekkor már a tanfolyamoknak köszönhetően a szomszéd falvakban is készülnek nemcsak az azsúros, de már a toledós munkák is. A gyolcsot, panamát fokozatosan felváltották a nemesebb anyagok, melyre a toledó készült.

### A toledó
Egy hímzés, a szálhúzásos, áttört kézimunkák egyik fajtája, az azsúr egy bonyolultabb formája. 
Sokan ezt a fajta kézimunkát tekintik az azsúrozás magasabb  formájának. Készítésekor úgy vágják ki bizonyos rendszer szerint a vászonkötésű alapanyag szálait, hogy a motívumot maga a sértetlen alapanyag alkossa. A mintát tűvel kilyukasztják, ráhelyezik az anyagra, megszórják indigóporral, amit alaposan beledörgölnek.  Ez a drukkolás. 
Az átlátszó hártyapapírra tűvel kilyuggatott mintát rátették az új anyagra és indigóval átmásolták a kelmére. Az átmásolás után denaturált szesszel – spiritusszal fixálták az indigót. Az indigó beleszíneződött az anyagba és csak a minta elkészülte után mosták ki az anyagból. Egy-egy új mintáért az emberek képesek voltak akár Pestre is fölmenni, csakhogy követni tudják a divatot. 
A kézimunkák iránti nagy kereslet a 20. század 50-es éveiben a minőség romlását okozta. A földműves szövetkezetek megalakulása miatt is egyre kevesebb idő jutott egy-egy munka pontos kidolgozására, s ezt a kézimunkák használhatóságán, tartósságán lehetett észrevenni. Minőségi munkák azonban akkor is születtek

### Egy hetényi mese
Történt egyszer hogy a hetényi özvegyasszonyt megátkozták, mert minden kérőjét kikosarazta. El is jött érte az ördög. Az özvegyasszony ígéretet tett, hogy igent mond, ha hamarabb elkészül a kézimunkával, mint ő. Az ördög úgy gondolta, ha hosszú cérnát fűz a tűbe gyorsan elkészül. A cérna olyan hosszú lett, hogy az ördögnek ki kellett ugornia az ablakon, megkerülnie a házat, hogy ismét bele tudjon szúrni az anyagba.  A nagy futkosástól hamar elfáradt s egyre lassúbb lett. Közben pedig a szép özvegynek szorgosan járt a keze. Így győzte le a hetényi subrika az ördögöt.